# منطق الرتبة الثانية
منطق الرتبة الثانية هو امتداد لـمنطق الرتبة الأولى، الذي بذاته امتداد لـمنطق القضايا. يتم التمديد إلى منطق الرتبة الثانية عبر منطق الرتب الأعلى ونظرية النمط.
يستخدم منطق الرتبة الأولى فقط تلك المتحولات التي تأخذ قيماً إفرادية من مجال معطى، بينما يحتوى منطق الدرجة الثانية على هذه المتحولات إضافة إلى متحولات تأخذ قيماً كمجالات (وليس قيماً إفرادية) من مجال معطى. على سبيل المثال: {\displaystyle \forall P\,\forall x(x\in P\lor x\notin P)} تعني أنه من أجل كل مجموعة {\displaystyle P} من القيم الإفرادية ومن أجل كل قيمة إفرادية {\displaystyle x}، إما {\displaystyle x} ينتمي إلى {\displaystyle P} أو لا ينتمي إليها. يحتوي منطق الرتبة الثانية أيضاً على متحولات تكمم وفقاً لتوابع (دوال). إن كلاً من منطق الرتبة الأولى ومنطق الرتبة الثانية يستخدم مفهوم نطاق الحديث (أو اختصاراً «النطاق» أو «الفضاء»). النطاق هو مجموعة من القيم الإفرادية التي يمكن القيام بالتكميم وفقاً لها.